# Tourismus in Vietnam

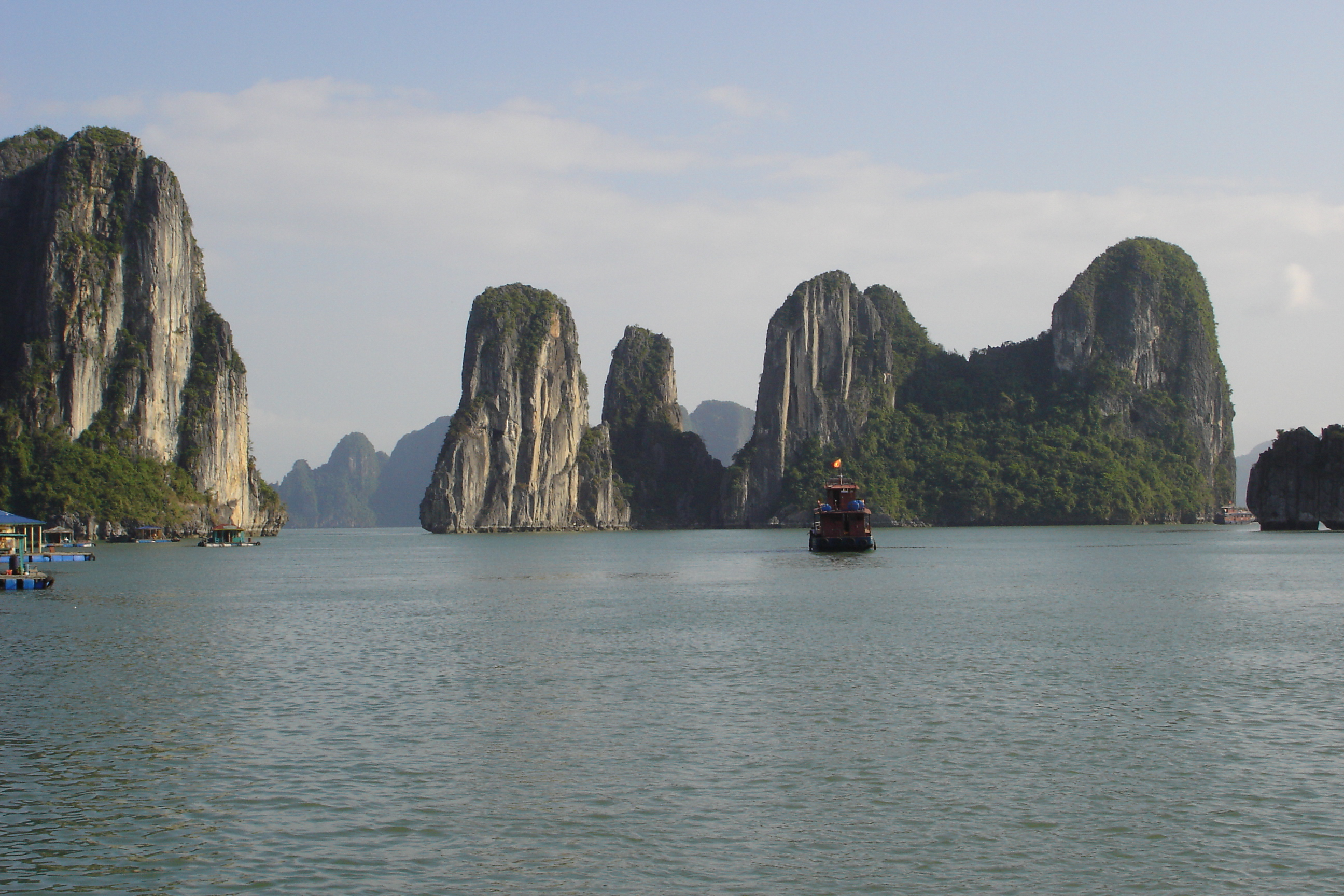
Die Halong-Bucht: Weltnaturerbe und Top-Touristenziel

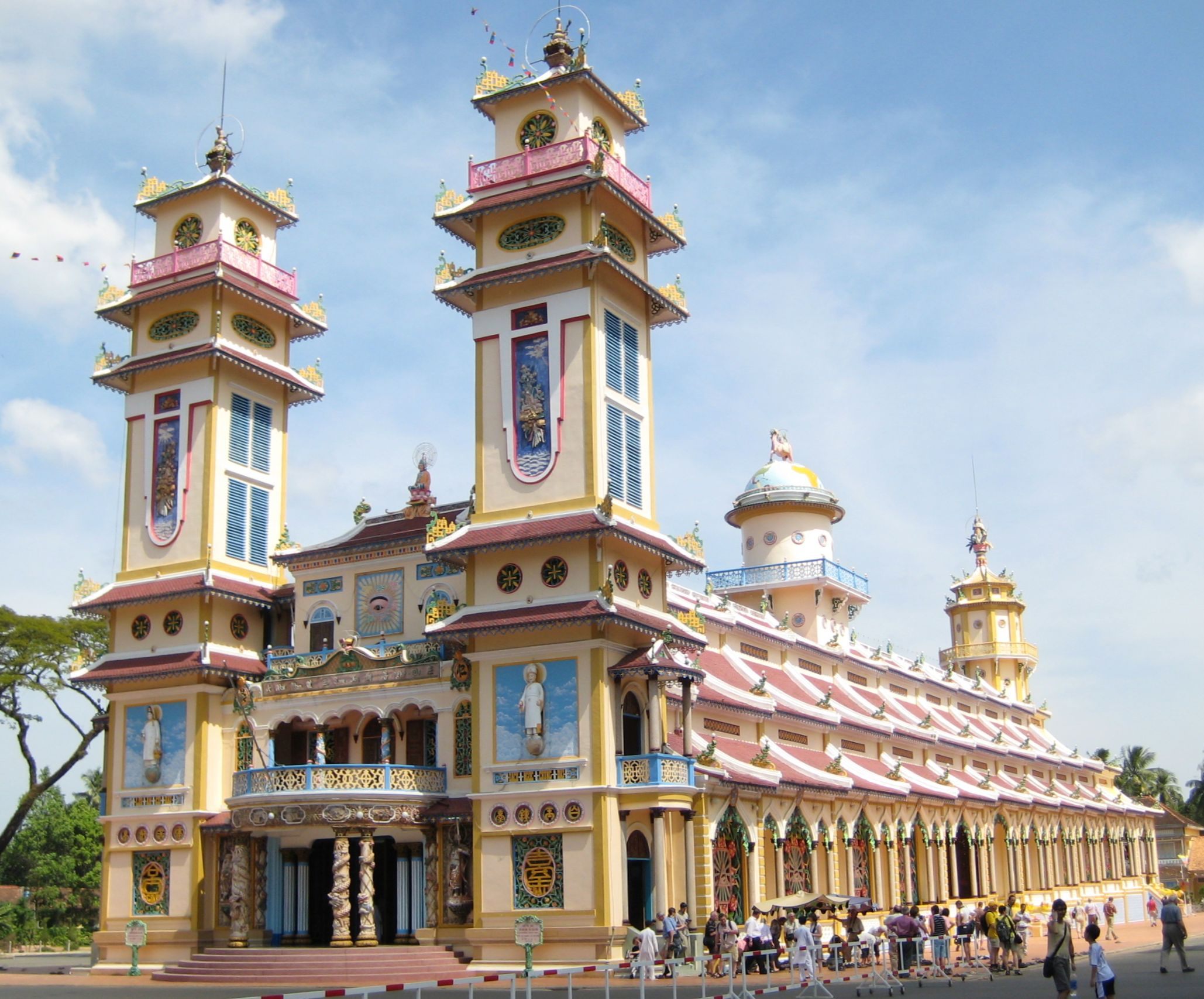
Besuchermagnet Cao-Dai-Tempel

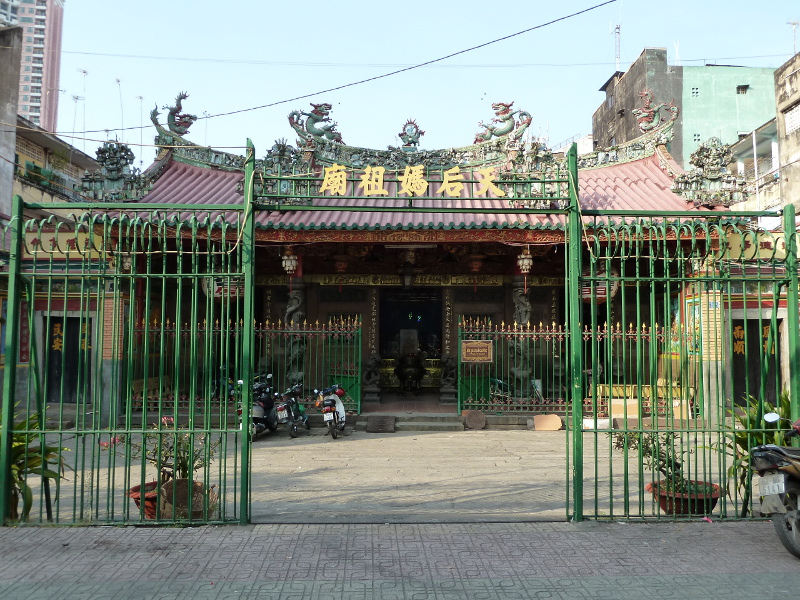
Tempel in der Chinatown von Ho-Chi-Minh-Stadt

Vietnam hat sich zu einem der beliebtesten Urlaubsziele Südostasiens entwickelt. 2016 überstieg die Zahl der ausländischen Touristen die Zehn-Millionen-Marke. Damit liegt Vietnam laut des World Tourism Rankings der Welttourismusorganisation auf Platz zehn der am meisten besuchten Länder im asiatisch-pazifischen Raum. Im Travel and Tourism Competitiveness Report 2017 des World Economic Forum belegt Vietnam Platz 66 von 136 Ländern.

## Tourismus als Wirtschaftsfaktor
Der Tourismus wird in Vietnam immer wichtiger. Nachdem Rucksackreisende, Kultur- und Naturinteressierte, Kriegsveteranen und Badeurlauber das Land schon lange bereisten, hat Vietnam als Reiseziel nun auch in Trend- und In-Listen weltweiter Magazine seinen festen Platz gefunden. Hotelinvestoren erschließen vor allem das Potenzial der 3000 Kilometer Küsten und der Großstädte. Das touristische Angebot wird immer vielfältiger. Lokale und internationale Veranstalter bieten Rundreisen zu ethnischen Minderheiten, Wander- und Fahrradreisen, Kajaktrips und Mehrländerreisen vor allem in Verbindung mit Kambodscha, Laos und Thailand an.
2015 wurde die Visumspflicht für Kurzreisen bis zu 15 Tagen für eine Reihe von Staaten abgeschafft. Dies gilt für Deutschland, jedoch nicht für Österreich oder die Schweiz. Die Regelung wurde bereits mehrfach verlängert; zuletzt bis zum 30. Juni 2021. Deutsche, die länger als 15 Tage in Vietnam bleiben möchten, müssen ein Visum beantragen. Österreichische und Schweizer Staatsbürger brauchen in jedem Fall ein Visum für Vietnam. Es gibt ein elektronisches Visum, ein „Visa on Arrival“ und einen klassischen Visumaufkleber für den Reisepass. Der klassische Visumaufkleber muss bei der vietnamesischen Botschaft oder dem vietnamesischen Konsulat im Heimatland beantragt werden. Das elektronische Visum kann vollständig online beantragt werden und wird per E-Mail zugesandt. Diese Möglichkeit steht für die Bürger von 40 Staaten zur Verfügung, unter anderem auch deutsche und seit 2019 auch österreichische und Schweizer Staatsangehörige. Für das „Visum on Arrival“ wird zuerst ein „Approval Letter“ benötigt, der bereits vor der Abreise nach Vietnam über eine kommerzielle Visumagentur bestellt und bezahlt werden muss. Anschließend muss bei der Ankunft in Vietnam am Flughafen nochmals eine „Stamping Fee“ (Stempelgebühr) für die Bestätigung der Gültigkeit des „Approval Letter“ bezahlt werden. Dann wird dieses „Visum on Arrival“ ausgestellt.
Die Wirtschaft Vietnams hat sich von einem Agrarland zu einer Industrie- und Dienstleistungsgesellschaft gewandelt. 2014 erwirtschaftete das Land ein Drittel des Bruttoinlandsproduktes mit Bergbau und Industrie. Landwirtschaft und Fischerei sind leicht zurückgegangen (18,1 %), Handel, Hotel- und Gaststättengewerbe haben zugelegt (17,4 %). Weitere Anteile werden im Bauwesen (5,3 %) sowie in Transport, Logistik und Kommunikation (3,8 %) erwirtschaftet.

## Zahlen und Fakten
Die Touristen-Zahlen sind seit Mitte der 1990er Jahre stets steigend. Nach Angaben des General Statistics Office kamen 1995 gerade 1,35 Millionen Touristen nach Vietnam, vor allem aus Taiwan, Japan und Frankreich. 1996 stieg die Zahl chinesischer Touristen plötzlich sprunghaft von 62.600 auf 377.600 an und bis heute kommen die meisten Besucher aus dem Nachbarland. 1996 zählte das Statistikamt 1,6 Millionen und 1997 1,7 Millionen Touristen, 1998 schlug sich die Finanzkrise mit einem Rückgang auf 1,5 Millionen nieder. Bis 2002 stiegen die Touristenankünfte dann wieder Jahr für Jahr an (1999: 1,8 Millionen; 2000: 2,1 Millionen; 2001: 2,3 Millionen und 2002: 2,6 Millionen). Dann verschreckte die Vogelgrippe die Urlauber, so dass 2003 nur 2,4 Millionen gezählt wurden. In den vergangenen sechs Jahren stiegen die Touristenzahlen dann um bis zu 35 % jährlich. 2009 wurde aufgrund der Wirtschaftskrise ein Rückgang verzeichnet. 2010 wurde erstmals die Fünf-Millionen-Marke überschritten.
| Herkunfts- länder | 2016       | 2015      | 2014      | 2013      | 2012      | 2011      | 2010      | 2009      | 2008      | 2007      | 2006      | 2005      | 2004      |
| ----------------- | ---------- | --------- | --------- | --------- | --------- | --------- | --------- | --------- | --------- | --------- | --------- | --------- | --------- |
| Gesamt            | 10.012.735 | 7.943.651 | 7.874.312 | 7.572.352 | 6.847.678 | 6.014.032 | 5.049.855 | 3.772.359 | 4.253.740 | 4.171.564 | 3.583.486 | 3.467.757 | 2.927.876 |
| China             | 2.696.848  | 1.780.918 | 1.947.236 | 1.907.794 | 1.428.693 | 1.416.804 | 905.360   | 527.610   | 650.055   | 558.719   | 516.286   | 752.576   | 778.431   |
| Südkorea          | 1.543.883  | 1.112.978 | 847.958   | 748.727   | 700.917   | 536.408   | 495.902   | 362.115   | 449.237   | 475.535   | 421.741   | 317.213   | 232.995   |
| Japan             | 740.592    | 671.379   | 647.956   | 604.050   | 576.386   | 481.519   | 442.089   | 359.231   | 392.999   | 411.557   | 383.896   | 320.605   | 267.210   |
| USA               | 552.644    | 491.249   | 443.776   | 432.228   | 443.826   | 439.872   | 430.993   | 403.930   | 417.198   | 412.301   | 385.654   | 333.566   | 272.473   |
| Taiwan            | 507.301    | 438.704   | 388.998   | 398.990   | 409.385   | 361.051   | 334.007   | 271.643   | 303.527   | 314.026   | 274.663   | 286.324   | 256.906   |
| Russland          | 433.987    | 338.843   | 364.873   | 298.126   | 174.287   | k. A.     | k. A.     | k. A.     | k. A.     | 44.554    | 28.776    | k. A.     | k. A.     |
| Malaysia          | 407.574    | 346.584   | 332.994   | 339.510   | 299.041   | 233.132   | 211.337   | 166.284   | 174.008   | 145.535   | 105.558   | k. A.     | k. A.     |
| Australien        | 320.678    | 303.721   | 321.089   | 319.636   | 289.844   | 289.762   | 278.155   | 218.461   | 234.760   | 227.300   | 172.519   | 145.359   | 128.661   |
| Thailand          | 266.984    | 214.645   | 246.874   | 268.968   | 225.866   | 181.820   | 222.839   | 152.633   | 183.142   | 160.747   | 123.804   | 84.100    | k. A.     |
| Großbritannien    | 254.841    | 212.798   | 202.256   | 184.663   | 170.346   | k. A.     | k. A.     | k. A.     | k. A.     | 105.918   | 84.264    | 80.884    | 71.016    |
| Frankreich        | 240.808    | 211.636   | 213.745   | 209.946   | 219.721   | 211.444   | 199.351   | 174.525   | 182.048   | 182.501   | 132.304   | 126.402   | 104.025   |
| Deutschland       | 176.015    | 149.079   | 142.345   | 97.673    | 106.608   | k. A.     | k. A.     | k. A.     | k. A.     | 95.740    | 76.745    | k. A.     | 56.561    |

## Ziele und Sehenswürdigkeiten

### Städte
Die Hauptstadt Hanoi ist, neben der Industriehafenstadt Hải Phòng, die einzige Großstadt im Norden des Landes. Hauptsehenswürdigkeiten sind das Ho Chi Minh-Mausoleum, die Ein-Säulen-Pagode, der Literaturtempel, das Thăng-Long-Wasserpuppentheater am Hoan-Kiem-See und französische Kolonialgebäude wie Villen, die Oper und die Kathedrale. In den Gassen der Altstadt, in denen einst Handwerker von 36 Zünften angesiedelt waren, findet man nun hauptsächlich Cafés, Hotels, Reisebüros und Souvenirshops.
Die alte Kaiserstadt Huế in Zentralvietnam war bis 1945 Sitz der Nguyễn-Dynastie. In der Stadt sind die Zitadelle mit der Verbotenen Stadt der Kaiser und die Thien Mu-Pagode. In der Umgebung sind zahlreiche prächtige Gräber verschiedener Kaiser zu sehen.
Danang, ebenfalls in Zentralvietnam, ist die viertgrößte Stadt Vietnams. Sehenswürdigkeiten sind das Cham-Museum, der China Beach sowie die Marmorberge und der Wolkenpass in der Umgebung.
Ho-Chi-Minh-Stadt im Süden ist mit über fünf Millionen Einwohnern die größte Stadt Vietnams und das wirtschaftliche Zentrum des Landes. Die früher Saigon genannte Stadt hat einige kolonial-französische Gebäude wie das Theater, die Kathedrale Notre Dame, das Rathaus und die Hauptpost. Weitere Sehenswürdigkeiten sind der Wiedervereinigungspalast, das Kriegsopfermuseum, die Tempel und Pagoden Chinatowns in Chợ Lớn und die Märkte.

### Strände und Badeorte
Vietnams größter und touristischster Badeort ist Nha Trang im zentralen Süden des Landes. Die meisten Urlauber kommen wegen des kilometerlangen Strandes und der Tauch- und Schnorchelausflüge zu den vorgelagerten Inseln hierher. Entlang der Promenade gibt es Guesthouses, Restaurants, Straßencafés und Diskotheken. Sehenswürdigkeiten sind der Cham-Tempel, die Long Son-Pagode mit einer großen Buddhastatue und der Fischerhafen.
Der Badeort Mui Ne liegt einige Autostunden östlich von Ho-Chi-Minh-Stadt. Entlang des ebenfalls kilometerlangen Strandes erstrecken sich zahlreiche Urlaubsresorts aller Preisklassen. Sehenswert sind die roten und weißen Dünen. In den Häfen von Mui Ne und dem Nachbarfischerort Phan Thiet, bekannt für die Herstellung von Fischsauce, liegen zahlreiche bunte Schiffe.
Danang und das 30 Kilometer entfernte Hoi An sind auch für ihre langen, einsamen Strände bekannt. Bei Danang gibt es am China Beach sowie auf der Son Tra Halbinsel Luxushotels. Am Cua Dai Beach gibt es Drei- bis Fünf-Sterne-Resorts.

### Inseln und Buchten
In der Halong-Bucht im Golf von Tonkin ragen fast 2000 Inseln und Kalksandsteinfelsen aus dem grünen Meerwasser empor. Die Bewohner der größten Insel Cat Ba leben vom Fischfang, der Zucht von Meeresfrüchten und vom Tourismus. Zahlreiche Holzschiffe, Dschunken und Kreuzfahrtschiffe fahren ein- oder mehrtägige Touren durch die Halong-Bucht. Aktivitäten sind Wanderungen, Höhlenbesichtigungen, Schwimmen und Kajakfahren.
Die tropisch-bergige Insel Phu Quoc nahe der Grenze zu Kambodscha ist eine der Hauptattraktionen Vietnams. Für Badeurlauber gibt es einfache bis luxuriöse Strandresorts, Tauchschulen und Bootsverleiher. Trotz Flughafen-, Golfplatz- und Kasinoprojekten wird der Großteil der Insel als Naturpark ursprünglich bleiben.
Die abgelegene Con Dao im Süden kommt erst langsam auf die touristische Landkarte. Der 15-Insel-Archipel, der einst als Gefängnis diente, begrüßt Urlauber nun mit einem neuen Flughafen, einem Schildkrötenreservat, einfachen Guesthouses und einem Luxushotel.

### Ziele im Hinterland
Sapa ist das bekannteste und größte der Bergdörfer im Nordosten Vietnams, in denen ethnische Minderheiten wie die Hmong und die Dai leben. Sie führen Besucher durch die Reisterrassen zu Dörfern mit einfachen Holzhäusern, die von der Landwirtschaft und vom Verkauf von handgemachten Souvenirs leben. Sapa liegt auf 1600 Metern Höhe und ist oft kühl und nebelig. Näher an Hanoi liegt Mai Chau, ein von Weißen Thai bewohntes Stelzendorf.
Mit Dalat haben sich Franzosen vor gut 100 Jahren eine Sommerfrische im Hügelland auf 1500 m Meereshöhe nördlich von Ho-Chi-Minh-Stadt angelegt. In dem malerischen Ort gibt es einen attraktiven Bahnhof, den kaiserlichen Sommerpalast, Kutschenfahrten am Stausee und in der Umgebung Wasserfälle, Gemüse- und Blumenfelder.
Im Mekong-Delta münden die Mekongarme, die durch Kanäle verbunden sind, in das Südchinesische Meer. In der fruchtbaren „Reiskammer Vietnams“ wird in drei jährlichen Ernten Reis produziert, außerdem werden tropische Früchte, Gemüse, Zuckerrohr und Kokosnüsse angebaut. Viele Dörfer sind nach wie vor nur per Boot erreichbar, auch viele Märkte finden auf dem Wasser statt.

### Stätten des Weltkulturerbes und Weltnaturerbes der UNESCO
Vietnam hat vier Weltkulturerbestätten und zwei Weltnaturerbestätten. 1993 wurde die alte Kaiserstadt Huế mit ihrer Zitadelle und der Verbotenen Stadt zum Weltkulturerbe erklärt. Ein Jahr später folgte die Halong-Bucht als Weltnaturerbe. 1999 erhielten die historische Altstadt von Hoi An und die in der Nähe gelegene Tempelanlage My Son aus der Cham-Zeit den Status des Weltkulturerbes. 2003 wurde der Nationalpark Phong Nha-Ke Bang mit seinen Hunderte Millionen Jahre alten Karstgesteinsformationen und der längsten Höhle der Welt (Sơn-Đoòng-Höhle) ausgezeichnet. Jüngstes Weltkulturerbe Vietnams ist seit 2010 die kaiserliche Zitadelle Thang Long in Hanoi.

## Entwicklung der touristischen Infrastruktur
In den vergangenen Jahren investierte Vietnam in den Ausbau der touristischen Infrastruktur. Gelder flossen insbesondere in den Straßen- und Brückenbau sowie den Ausbau der Flughäfen und in Hotelprojekte.

### Verkehrsmittel
Mit dem Flugzeug, der Bahn und Bussen kommt man in fast jeden Winkel des Landes. Für abgelegene Routen ist ein Mietwagen mit Fahrer oder ein Motorrad notwendig.

#### Fluggesellschaften
Vietnam Airlines ist die staatliche Fluggesellschaft Vietnams. Mit 20 Flughäfen verfügt sie über das größte Inlandsflugnetz. Von Frankfurt aus fliegt Vietnam Airlines nach Hà Nội und Hồ-Chí-Minh-Stadt. Die kleineren Flughäfen werden von der Tochterfluggesellschaft VASCO bedient.
Die zweitgrößte Inlandsfluggesellschaft ist Jetstar Pacific Airlines. Die von Qantas mitfinanzierte Billigfluglinie fliegt ab Hà Nội und Hồ-Chí-Minh-Stadt die Ziele Buôn Ma Thuột, Đà Nẵng, Hải Phòng, Nha Trang, Phú Quốc und Vinh an.
Die dritte Fluggesellschaft heißt VietJet Air. Die private Billigfluglinie ist Ende 2011 an den Start gegangen und fliegt Buôn Ma Thuột, Đà Nẵng, Hải Phòng, Hà Nội, Hồ-Chí-Minh-Stadt, Huế, Nha Trang, Phú Quốc und Vinh sowie als internationale Ziele Bangkok und Singapur an.
Vietnam hat internationale Flughäfen in Hanoi, Ho-Chi-Minh-Stadt und Danang. Fluggesellschaften, die Vietnam anfliegen, sind unter anderem Aeroflot, Air Asia, Air France, Asiana, China Airlines, Cathay Dragon, Emirates, Etihad Airways, Eva Air, JAL, Korean Air, Lao Airlines, Malaysia Airlines, Qatar Airways, Singapore Airlines, Thai Airways und Tiger Airways.

#### Bahn
Die Bahnstrecke Hanoi–Ho-Chi-Minh-Stadt führt über mehr als 1700 Kilometer von Hanoi nach Ho-Chi-Minh-Stadt. Der so genannte „Wiedervereinigungs-Express“ benötigt für die Strecke zwischen 29½ und 33 Stunden. Es gibt die vier Wagenklassen „Soft Sleeper“ (klimatisierte Vier-Bett-Abteile), „Hard Sleeper“ (Sechs-Bett-Abteile), „Soft Seat“ (gepolsterte Sitze im klimatisierten Großraum) und „Hard Seat“ (Sitzbänke im unklimatisierten Großraum).
Die zweite für den Tourismus wichtige Bahnstrecke führt von Hanoi nach Lao Cai an der chinesischen Grenze. Von hier ist das ethnische Dorf Sapa in einer Autostunde zu erreichen. Das Vier-Sterne-Hotel Victoria hängt daher für seine Gäste eigene Luxuswaggons an den normalen Zug an. Die Bahngleise führen von Lao Cai weiter durch die südwestchinesische Provinz Yunnan bis nach Kunming.

#### Busgesellschaften
Diverse Busgesellschaften bedienen die Teilstrecken zwischen Hanoi, Huế, Danang, Nha Trang und Ho-Chi-Minh-Stadt sowie auch grenzüberschreitend z. B. nach Phnom Penh in Kambodscha. Mit einem so genannten „Open Ticket“ kann man die Strecke von Hanoi bis Ho-Chi-Minh-Stadt mit Unterbrechungen für 25 US-Dollar zurücklegen.

### Hotels
In Hanoi und Ho-Chi-Minh-Stadt erstreckt sich das Übernachtungsangebot von privat betriebenen Guesthouses mit Zimmerpreisen um zehn US-Dollar über geschmackvolle Boutique-Hotels bis zu Luxushotels. Auch an den Stränden von Danang, Hoi An, Huế, Mui Ne, Nha Trang, Quy Nhơn und auf den Inseln gibt es diverse Luxusresorts.
Westliche und asiatische Hotelketten haben in Vietnam in den letzten Jahren viele Hotelprojekte umgesetzt:
- Accor hat seine Präsenz in Vietnam in den vergangenen Jahren enorm ausgebaut (Stand Februar 2017)[24]:
  - Ibis: Ho-Chi-Minh-Stadt (Flughafen, Saigon South)
  - Mercure: Danang (Grand Mercure Danang, French Village Bana Hills), Hanoi (Hanoi La Gare), Hoi An (Hoi An Royal)
  - M Gallery: Hanoi (Hotel de l'Opera), Ho-Chi-Minh-Stadt (Hotel des Arts Saigon), Hoi An (Royal Hoi An), Hue (La Residence), Phu Quoc (La Veranda Resort)
  - Novotel: Danang (Premier Han River), Hanoi, Ho-Chi-Minh-Stadt, Nha Trang, Phu Quoc
  - Pullman: Danang Beach, Hanoi, Ho-Chi-Minh-Stadt, Vung Tau,
  - Sofitel: Hanoi (Legend Metropole) Ho-Chi-Minh-Stadt (Plaza),
  - Zudem wird das Premier Village Danang Resort von Accor gemanagt.
- Aman Resorts: Einziges Haus in Vietnam ist das 2013 eröffnete Amanoi im Nui Chua Nationalparks, südlich von Nha Trang.
- Ana Mandara: Unter diesem Namen werden die Villas Dalat (eigenständig), ein Strandresort in Hue (eigenständig) und ein Strandresort in Nha Trang (Six Senses) geführt.
- An Lam: Die Kette betreibt Resorts in Ninh Van Bay (bei Nha Trang) und am Saigon River.[25]
- Banyan Tree betreibt zwei Strandresorts in Lang Co (ein Angsana und ein Banyan Tree), zwischen Hue und Hoi An. Das Resort ist Teil des 2009 begonnenen Mega-Projekts Laguna, ein 280 Hektar großes Areal mit 2.000 Hotel-Betten, 18-Loch-Golfplatz und Casino.[26]
- Four Seasons hat im Januar 2017 das Nam Hai Resort am Strand von Hoi An übernommen.[27] Die ursprünglichen Pläne, ein Resort auf der vorgelagerten Insel Cham zu eröffnen, wurden nie umgesetzt.
- Fusion Resorts: Die vietnamesische Resort-Kette betreibt All-Inclusive-Spa-Resorts in Danang (Fusion Maia), Nha Trang und auf Phu Quoc.
- Hyatt: Die US-Hotelkette betreibt seit 2005 das Park Hyatt Saigon in Ho-Chi-Minh-Stadt.[28] 2011 kam ein Resort der Marke Hyatt Regency am Strand von Danang hinzu.[29]
- InterContinental: Erstes Hotel der Gruppe war das InterContinental Hanoi Westlake, das im März 2008 eröffnete.[30] Im Juni 2012 folgte das InterContinental Danang Sun Peninsula Resort. In Ho-Chi-Minh-Stadt betreibt die Kette das InterContinental Saigon und Saigon Residences. Das Crowne Plaza Nha Trang wird seit März 2014 als InterContinental Nha Trang geführt. Darüber hinaus betreibt die IHG-Gruppe drei Crowne Plazas, eines in Danang und zwei in Hanoi (West, West Residences).
- Marriott: Erstes Haus der Kette ist das Renaissance Riverside Hotel Saigon. Im Dezember 2013 eröffnete die Kette mit dem JW Marriott Hanoi das erste Haus in Hanoi.[31] Anfang 2017 kam das JW Marriott Emerald Bay Resort & Spa auf Phu Quoc hinzu.[32]
- Six Senses: Die Kette betreibt zwei Strandresorts auf der Insel Con Dao und in Ninh Van Bay (nördlich von Nha Trang). Das dritte Resort in Nha Trang wird unter den Namen Evason Ana Mandara geführt.
- Starwood: Nach den Stadthotels der Marke Sheraton in Hanoi und Ho-Chi-Minh-Stadt hat die US-Kette im Herbst 2010 das erste Strandresort eröffnet (Sheraton Nha Trang). Im August 2015 folgte ein Le Meridien in Ho-Chi-Minh-Stadt.[33] Nächste Eröffnungen sind ein Sheraton Resort in Hoi An/Tam Ky (Mai 2017), ein Sheraton Resort auf Phu Quoc (Juli 2017), ein Four Points in Danang (September 2017), ein Sheraton in Danang (Januar 2018), ein Sheraton in der Halong-Bucht (Juli 2018) und ein Westin in Hanoi (2019).[34]

### Einreisebestimmungen
Für die Einreise in die Volksrepublik Vietnam ist im Allgemeinen ein Visum erforderlich. Die Fluggesellschaften sind angewiesen, keine Reisende ohne gültiges Visum an Bord zu nehmen.
Für Vietnam gilt Visumbefreiung für einen Zeitraum von 30 Tagen für Touristen aus den ASEAN-Staaten, mit Ausnahme von Brunei (nur 14 Tage), sowie für Touristen aus den Ländern Dänemark, Norwegen, Finnland, Schweden, Japan, Südkorea und Russland für 15 Tage. Darüber hinaus sind alle Besucher der Insel Phú Quốc, bis zu einem Aufenthalt von 15 Tagen von der Visumpflicht in Vietnam befreit.
Bürger von Belarus, Frankreich, Deutschland, Spanien, Italien und Großbritannien sind ab dem 1. Juli 2015 und vorerst für ein Jahr von der Visumpflicht befreit, wenn sie sich nicht länger als 15 Tage im Land aufhalten. Die Befreiung von der Pflicht zum Visum wurde für Bürger aus Frankreich, Deutschland, Spanien, Italien und Großbritannien am 1. Juli 2016 um ein weiteres Jahr bis zum 30. Juni 2017 verlängert.
Die 15-tägige Visumsbefreiung für deutsche Staatsbürger galt bis zum 30. Juni 2021.

### Sonstige Reisehinweise
Seit dem Jahr 2025 sind „Produktion, Handel, Einfuhr, Transport und Benutzung von sämtlichen elektronischen Zigaretten verboten“. Zuwiderhandlungen können hohe Geldstrafen und lange Freiheitsstrafen zur Folge haben.